# Métro de Valencia (Venezuela)
Le métro de Valencia est un système de métro qui dessert la ville de Valencia, capitale de l'État de Carabobo, au Venezuela. Inauguré partiellement le 18 novembre 2006, il est en service commercial depuis novembre 2007, sur 6,2 km avec 7 stations.

## Historique
Des études de faisabilité furent réalisées en 1975. En 1991, une société a été constituée pour la construction du métro. En 1994, Argenis Ecarri, maire de Valencia, a posé la première pierre, mais les travaux ont été interrompus peu après en raison de difficultés budgétaires.
En 1997, un appel d'offres a été lancé pour la réalisation des travaux de génie civil de la première étape de la ligne 1. En 1998, les sociétés Ghella Sogene, Siemens AG, Poyry Vepica et Telvent Traffic and Transport ont été engagées pour la construction des stations, tunnels en tranchées à ciel ouvert ainsi que, plus tard, le chantier de maintenance et de contrôle du système.
En 2000, le gouvernement, sous la présidence d'Hugo Chávez, a acquis 92% des actions du métro de Valencia. Il a été décidé de changer la méthode de construction du tunnel passant de la méthode de tranchée couverte à un tunnel circulaire, au moyen d'une machine de forage (type TBM) acquise en 2002. À partir de mars de la même année, cette machine a commencé à creuser les kilomètres restants du tunnel.
À l'exception des voies, l'ensemble des équipements de la ligne a été fourni par la société Siemens à la suite d'un contrat de novembre 1996.
La construction de la ligne 1, de 1997 à 2006, a été réalisée pour un coût officiel élevé de US$783 millions, financée par des fonds publics nationaux et internationaux (Fonds commun sino-vénézuélien).
Les trois premières stations ont été inaugurées le 18 novembre 2006 avec un service gratuit : Monumental, Palotal et Cedeño sur un tronçon de 4,7 km dont 2,3 km de tunnel. L'activité commerciale du métro a débuté en novembre 2007 lors de la mise en service des autres stations : Las Ferias, Santa Rosa, Michelena et Lara.
Pour son contrat de 1996, la société Siemens fut accusée de corruption. Siemens plaidera coupable et devra payer une amende de US$ 450 millions.
Le 28 avril 2015, deux stations de la ligne 2 (Rafael Urdaneta et Francisco de Miranda) sont inaugurées par Nicolás Maduro, sans être achevées, portant officiellement la ligne à 6,2 km et 9 stations. En réalité les stations de la ligne 2 ne furent pas mises en service.

## La ligne 1
Ce métro fonctionne sur un itinéraire complètement séparé (autre que dans son propre parc de maintenance) ne partageant d'espace avec aucun autre mode de circulation. Le parcours commence dans la partie sud de la ville, près de la Plaza de Toros, jusqu'au rectorat de l'Université de Carabobo (une ancienne gare de chemin de fer).

## Équipements de la ligne
La flotte comprend douze véhicules Siemens SD-460. Ces véhicules, fabriqués dans l'usine Siemens de Sacramento, sont identiques aux véhicules de tramway de Saint-Louis.
L'alimentation de la caténaire est en 750 V. courant continu
La ligne comprend une sous-station de transformation électrique.

## Exploitation et fréquentation
Le métro de Valence fonctionne du lundi au vendredi de 6h à 20h30 ; le samedi, dimanche et jours fériés de 6h00 à 19h30. Un tarif adulte de 0,5 bolivar et un tarif étudiant de 0,15 bolivar sont appliqués pour prendre le métro (2014).
Le service de transport est en voie de dégradation depuis plusieurs années. Le temps d'attente entre trains, initialement huit minutes, a été porté à 20 minutes la plupart du temps.
En moyenne, 62 000 passagers sont transportés quotidiennement.

## Projets de développement
La ligne 2 avec 4,3 km (six stations) au total (incluant les stations inaugurées en 2015) sur le même tracé nord-sud est en construction et annoncée comme presque terminée en 2018. La ligne 2 devant être mise en service au quatrième trimestre 2011, les travaux accusent neuf ans de retard. Une troisième section de 5,6 km, six stations (ligne 3) serait en phases d'études d'ingénierie et d'impact environnemental. 
Sur l'ensemble de la route nord-sud de 14,6 km, seuls les 4,7 km de la ligne 1 sont actuellement en service, les kilomètres restants étant encore en construction ou en développement. Lorsque le système sera entièrement terminé, il formera un seul itinéraire continu, sans transfert pour effectuer un voyage le long de l'itinéraire.
En complément de cette ligne constituée, existe un projet de ligne est - ouest, la ligne 4 (18,3 km, 12 stations).